# Coelogyne usitana
Coelogyne usitana Roeth & O.Gruss, 2001 è una pianta della famiglia dell Orchidacee, endemica delle Filippine.

## Descrizione
È un'orchidea di piccole o medie dimensioni, a comportamento epifita oppure litofita. C. usitana presenta pseudobulbi addensati, di forma strettamente ovoidale, con quattro coste, ricoperti alla base da 4 guaine membranose, che portano al loro apice un'unica foglia di forma ellittica ad apice acuto, plicata, dotata di picciolo, recante 5 - 7 nervature. 
La fioritura può avvenire durante tutto l'anno, ma la maggiore probabilità è dalla primavera all'estate, mediante una infiorescenza derivante da uno pseudobulbo di nuova formazione, da eretta a pendente, racemosa, lunga da 30 fino a 55 centimetri, portante da fino a 20 fiori. Questi si aprono contemporaneamente, sono grandi mediamente 7 centimetri, di colore bianco, con sepali di forma ellissoidale e petali di forma strettamente lanceolata, il labello è trilobato, di colore rosso scuro tendente al marrone.

## Distribuzione e habitat
La specie è endemica delle Filippine, in particolare dell'isola di Luzon, dove cresce epifita oppure litofita ad altitudini attorno agli 800 metri sul livello del mare.

## Coltivazione
Questa pianta necessita di non troppa luce e temperature calde per tutto il corso dell'anno, in particolare durante la fioritura, quando necessita anche di un buon livello di umidità.